# Marek Olbryś
Marek Olbryś (ur. 9 sierpnia 1958 w Gałkówce) – polski samorządowiec, menedżer i urzędnik, w latach 2007–2008 i 2018–2024 wicemarszałek województwa podlaskiego, w latach 2014–2018 wiceprzewodniczący sejmiku podlaskiego.

## Życiorys
Obronił pracę inżynierską z zarządzania w rolnictwie w Wyższej Szkole Agrobiznesu w Łomży oraz magisterską z zarządzania w przedsiębiorstwie w Wyższej Szkole Zarządzania i Przedsiębiorczości im. Bogdana Jańskiego w Łomży. Odbył studia podyplomowe z zarządzania nieruchomościami na Uniwersytecie Warmińsko-Mazurskim w Olsztynie. Przez ponad 30 lat pracował w Miejskim Przedsiębiorstwem Gospodarki Komunalnej i Mieszkaniowej w Łomży, przechodząc kolejno przez stopnie mistrza, inspektora nadzoru, kierownika w Zakładzie Gospodarki Mieszkaniowej i zastępcy dyrektora. W 2015 objął w nim funkcję dyrektora.
W kadencji 1998–2002 zasiadał w radzie miejskiej Łomży. Zaangażował się w działalność polityczną w ramach Prawa i Sprawiedliwości. W 2006, 2007, 2010, 2014, 2018 i 2024 uzyskiwał mandat radnego sejmiku podlaskiego III, IV, V, VI i VII kadencji. W czerwcu 2007 objął stanowisko wicemarszałka województwa podlaskiego, odpowiedzialnego za służbę zdrowia (zakończył pełnienie funkcji w 2008 po rozpadzie koalicji). W kadencji 2014–2018 sprawował funkcję wiceprzewodniczącego sejmiku. 11 grudnia 2018 ponownie objął funkcję wicemarszałka województwa podlaskiego. 18 lutego 2019 sejmik przyjął rezygnację marszałka Artura Kosickiego i tym samym całego zarządu województwa, po czym wybrał zarząd w tym samym składzie, powołując Marka Olbrysia ponownie na wicemarszałka województwa. Funkcję tę sprawował do końca kadencji w maju 2024.

## Odznaczenia
W 2018 odznaczony Srebrnym Krzyżem Zasługi.

## Życie prywatne
Syn Stanisława i Marianny. Zamieszkał w Łomży. Żonaty z Bogumiłą, ma dwoje dzieci. Razem z żoną jest fundatorem nagrody w corocznym Przeglądzie Kapel, Śpiewaków i Gawędziarzy Ludowych w Zbójnej.